# Isla de la Palma
Isla de la Palma är en ö i Mexiko. Den ligger i mynningen av Río Balsas och tillhör kommunen Lázaro Cárdenas i delstaten Michoacán, i den sydvästra delen av landet.
Södra delen av ön bildar halvön Isla del Cayacal och på den ön ligger hamnen i Lázaro Cárdenas, en av de största handelshamnarna vid Stilla havet.¨